# Jarilo

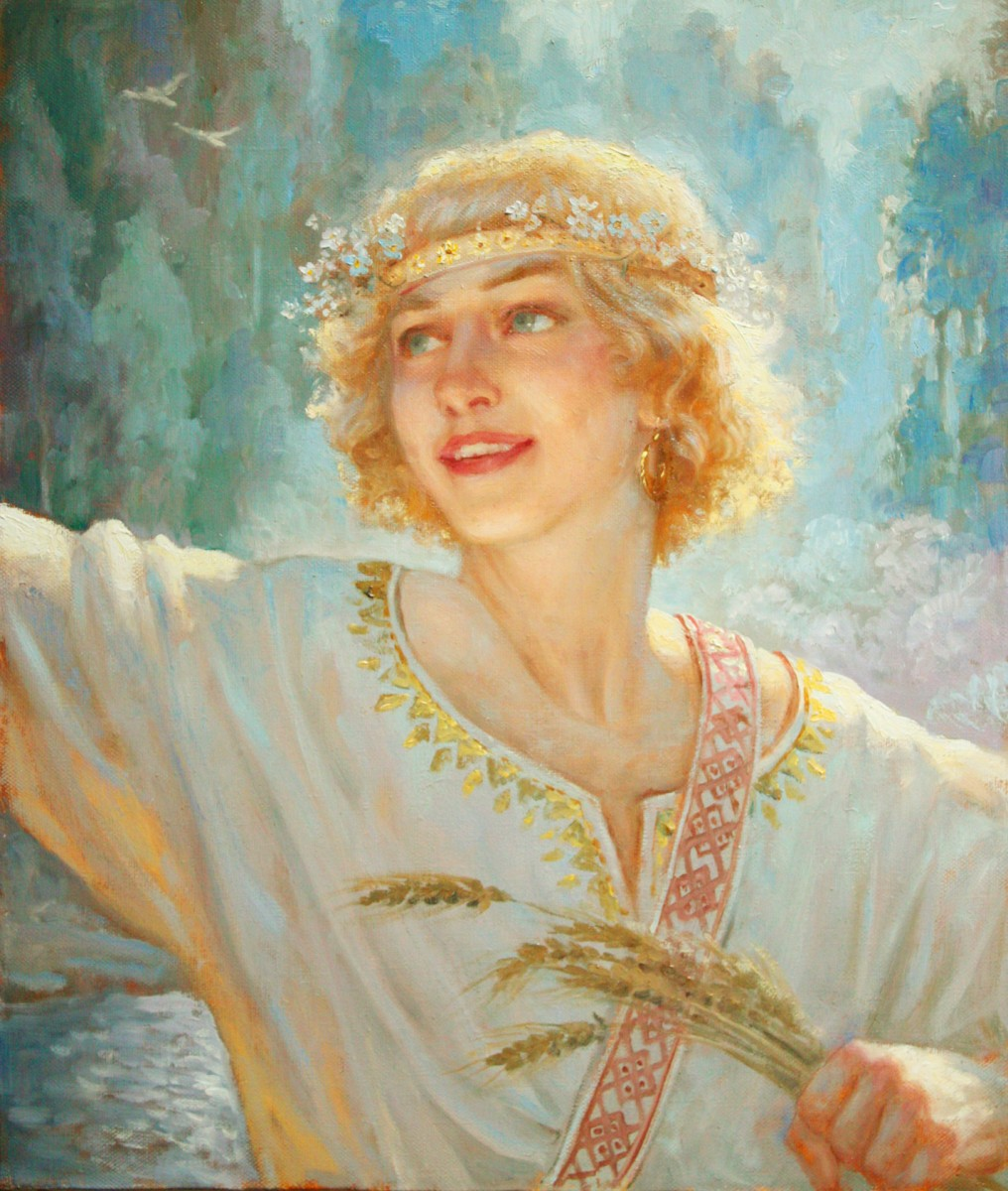
Jarilo od Andreje Šiškina

Jarilo je východoslovanská folklórní postava a také označení svátku, při němž vystupuje. S mnoha jinými slovanskými folklórními postavami, představovanými buď převlečenými lidmi nebo umělými figurami, zpravidla mužského pohlaví, někdy ženského, jej spojuje jeho plodnostní aspekt. Jedná se o východoslovanského Kostromu a Kupalo, západoslovanskou Moranu a jihoslovanského Germana, Kalojana, Perperunu a Zeleného Juraje.
Po Jarilovi také pojmenovala sovětská astronomka Ludmila Černychová planetku 2273 Jarilo.

## Lidová kultura

### Jarilo

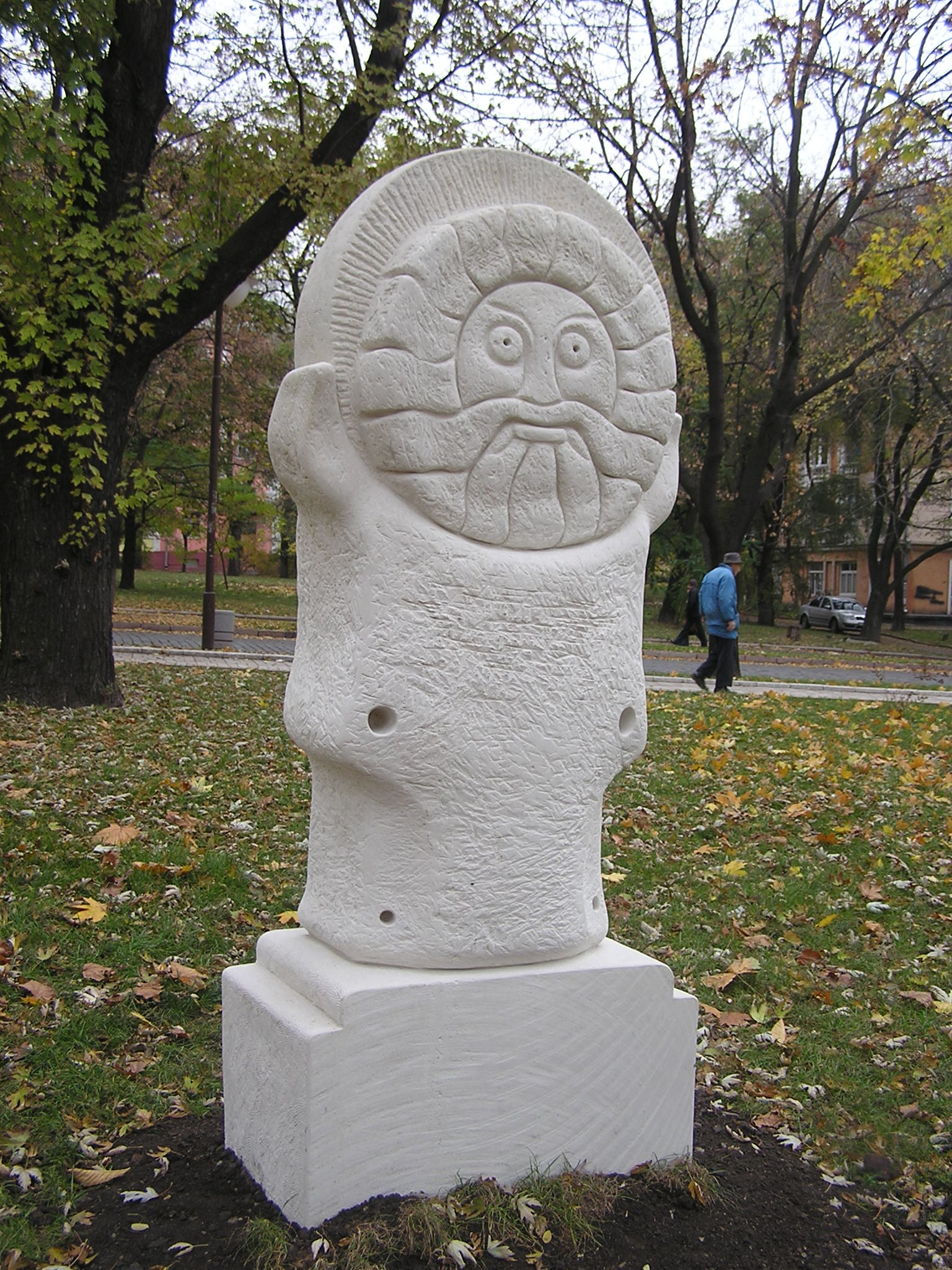
Moderní socha Jarila v Doněcku

V Bělorusku se Jarilo nazývá i svátek, slavený 27. 4., ve kterém hraje tato figurína či postava hlavní roli. Jarila představoval mládenec v bílé košili, s lidskou hlavou v jedné ruce a snopem obilí v druhé, někdy sedící na bílém koni. Někdy byl představován i mladou dívkou. Slavnost obsahuje výraznou symboliku plodnosti a sexuality a Jarilo při ní, jako nový či mladý bůh, dává odít kraj do listí a květů a také vzejít obilí. Na to odkazují písňové verše jako „Kam nohou vstoupí, tam jsou žita kopy, kam se podívá, tam se klas v květ odívá.“ a „Po světě širém Jarilo chodil, na poli žito rodil, lidem děti plodil.“ Sexuální symbolika se projevuje především v pohřbu „Jarilovy pleši“, jak je eufemisticky označován penis, při kterém přicházely dívky na pohřeb Jarilovy figuríny, která měla nadměrný falus. V Rusku byly slavnosti zvány jarilky a Jarilo byl na jeho severovýchodě zván Jarun. Slavení jarilek ve Voroněži roku 1765 zmiňuje Život svatého Tichana Zadonského, kde byl Jarilo představován mladíkem oděným do květů.
Jarilo býval někdy ztotožňován se svatým Jiřím, a je možné že původní obřad slavený spíše v létě, byl pod vlivem tohoto ztotožnění přesunut právě na svátek tohoto světce. Tomu napovídá i například podobnost chorvatského Zeleného Juraje, tj. Zeleného Jiřího, s Jarilem. Pohřeb Jarila podle Zdeňka Váni spojuje s slavnostmi umírajících a znovu se rodících božstev jako je egyptský Usir nebo řecký Adónis.

### Kostroma

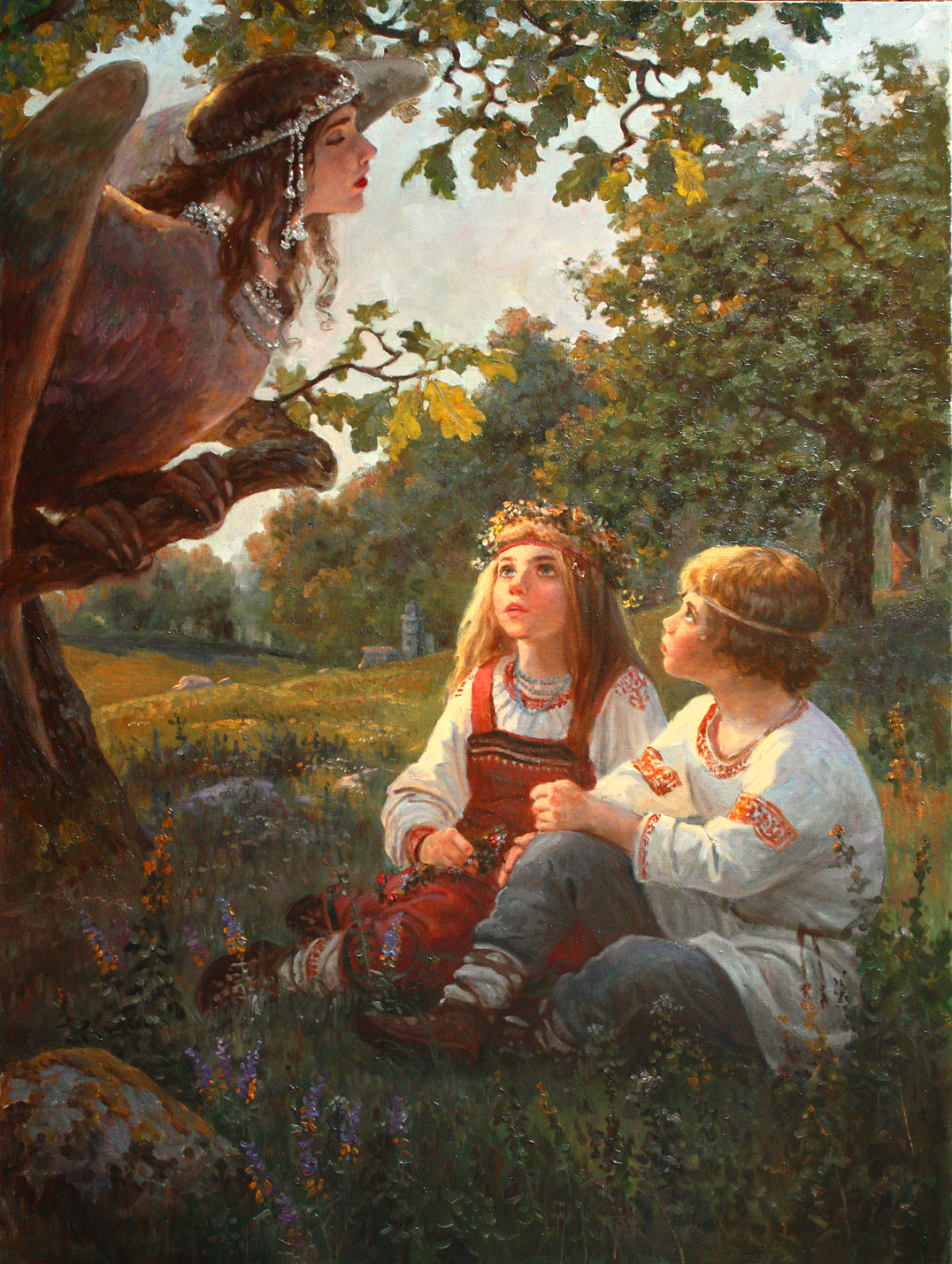
Kupalo a Kostroma, Andrej Šiškin

Kostroma byla figura, ústřední bod zápasu mezi dvěma skupinami mládeže. Zatímco jedna skupina Kostromu chránila, druhá se jej pokoušela zmocnit. Pokud útočníci vyhráli byla figurína za obřadného oplakávání první skupiny zničena. V některých písních je Kostroma označován jako božstvo a někdy mívá ženské šaty, ač je to jistě původně mužská postava.

### Kupalo
Kupalo je další východoslovanská figurína, ústřední bod svatojánské noci, tedy předvečera svátku Jana Křtitele. Kupalo je v pramenech též někdy označován jako božstvo a jeho jméno je nejspíše výsledkem kalku z ruského označení Jana Křtitele, které zní Ivan Kupala. Východoslovanské kupala označuje přímo svátek letního slunovratu, staročeské kúpadla talisman, kterým v tento den obdarovávali chlapce. Při tomto svátku se objevuje i další figura, která byla společně s Kupalem zničena. Nejčastěji se nazývá Věďma, ale také Mara, Morena, Čert či Děd.

### Jihoslované
V severním Bulharsku a části Srbska je zase znám German, Džerman, Kalojan a Skalojan. Jedná se o hliněné figury, která jsou házeny do řeky aby zajistily vláhu. Podobnou funkci plnila Perperuna neboli Dodola.

## Teorie
Lze předpokládat, že východoslovanské postavy Jarila, Kostromy a Kupala, stejně jako jejich svátky jarilky a kupala, se původně vztahovaly k téže postavě, ústřednímu bodu kultu plodnosti, vegetativnímu božstvu, které umírá a zase se rodí, či je kříšeno.(Téra, s. 247) Slavnosti se původně nejspíše vztahovaly ke stejnému datu, čemuž napovídá, že tam, kde se oslavoval Jarilo, není oslavován Kupalo. Oddělení tří postav a jejich svátků je nejspíše důsledkem pozdního vývoje lidové kultury.
Při svátcích spojených s těmito postavami hraje významnou roli solární, agrární a sexuální symbolika spojená motivy plodnosti a regenerace. Kromě toho jsou doprovázeny magií, vzýváními a komunikací se záhrobím. Mají výrazný vztah k nadcházejícímu období vrcholu polních prací a jejich orgiastický charakter symbolizuje návrat k prvotnímu chaosu, po kterém jsou řád a síly přírody obnoveny a připraveny na úrodu.

### Perun
Ruský archeolog Leo Klejn považuje východoslovanské folklórní postavy za zobrazení Peruna a sbližuje je s jejich jihoslovanskými obdobami. Na podporuje své hypotézy uvádí příklady symboliky hromovládce ve slovanských jarních slavnostech. Za rituální pohřeb Peruna považuje i svržení jeho modly popsané v Pověsti dávných let. Proti názoru Klejna však stojí nepřítomnost důkazů a fakt, že v indoevropských mytologiích jsou hromovládce a bůh, který umírá a zase se rodí, odlišné postavy.

### Perunův syn

#### Katicić a Belaj
Chorvatský lingvista Radoslav Katicić a po něm chorvatský etnolog Vitomir Belaj se pokusili rekonstruovat mýtus o umírajícím a rodícím se slovanském božstvu na základě lidových obřadních písní. Využili především textů o Juraji, chorvatské folklórní podobě svatého Jiřího. Kromě chorvatského folklóru však využili i srovnání s materiálem z jiných slovanských zemí.
Děj mýtu začíná o Vánocích, původně zimním slunovratu, kdy se rodí nejmladší božský syn, Juraj. Děje se tak na dvorci stojícím na hoře a opatřeným zlatými či kovovými vraty. Belaj tento dvorec interpretoval jako sídlo Peruna. To je však uneseno mrtvými, symbolizovanými koledníky, kteří v tomto období navštěvují svět živých. Boží dítě je tak odvlečeno do podsvětí a stává se adoptivním synem Velese. Na jaře se však vrací na svět a přináší ze světa mrtvých nový život a plodnost. Tomu odpovídá i svátek svatého Jiří, 24. dubna. V důsledku sblížení jména božstva a světce se objevilo jazykové sblížení. například východoslovanské označení podsvětí „Vyrij“ či „Iryj“.
V mýtu dále Juraj potkává Maru, nazývanou také Mařena, Marja i jinak, a mezi oběma postavami vzplane láska a má se tak slavit svatba. Neví však o tom že jsou sourozenci, podle některých variant dokonce blíženci, protože Mara je dcerou Peruna a Juraj se považuje za syna Velese. Při očekávání svého ženicha Mara drží zlatá jablka, tradiční symboly plodnosti předávané nápadníkovi, podle autorů teorie však atributy hromovládce, symbolizující kulové blesky. Mara se objevuje v dalších písních a pohádkách, například jako ruská Marja Morevna, nebo, jak bylo zmíněno výše, jako figura při jarních a letních slavnostech.
Když se blíží sňatek není už boží syn nazýván Juraj, ale Ivan, nejspíše pod vlivem zasvěcení bývalých slovanských svátků letního slunovratu Janu Křtiteli – Ivanu Kupalovi. Dvojice Ivan a Mara (Marie) je typická i pro východoslovanský folklór. Potom je však v příběhu Mara svým milým podvedena a zabije jej, případně to za ní vykonají její bratři. Tento motiv se dá vysvětlit jako oběť za úrodu a plodnost. V některých variantách písních je z Jurajova těla vytvořen nábytek pro pokoj Mary, což připomíná mýty o stvoření světa z těla božstva známé například v germánském a indoíránském prostředí. Poté se Mara mění v Moranu, bohyni smrti, která je na jaře vynášena aby se mohl mýtus opakovat.
Podle této teorie je tak bůh plodnosti Perunovým synem, kterým se vrací se z podsvětí kam po svém narození o zimním slunovratu unesen. Poté se zamiluje do své sestry, svede ji, opustí ji a je zabit. Svou smrtí, která je oplakávána v písních týkajících se agrárního roku, zajišťuje plodnost a úrodu a jeho oběť vede ke stvoření nového vesmíru, z jeho těla je obnoven svět v plné síle, když se rodí z chaosu symbolizovaného nevázaností rituálů letního slunovratu.

#### Mirjam Mencej
Slovinská badatelka Mirjam Mencej, diplomantka Vitomira Belaje, ve své práci Pán vlků ve slovanské mytologii z roku 2001 spojila Juraje nikoliv se zemědělským cyklem, ale s pasteveckým. Připomněla příběh o člověku, většinou pastýři, který skryt na stromě, zpravidla dubu, pozoruje sněm vlků, jemuž předsedá světec, nejčastěji svatý Jiří. Světec rozděluje kořist pro každého z vlků, ale na posledního, kulhavého vlka se nedostane. Tomu je nakonec přidělen člověk sedící na stromě a vlk se ho zmocní.
Mencej upozorňuje na úctu vzdávanou mezi slovanskými pastevci svatému Jiří jako ochránci před vlky a divou zvěří. Pojetí tohoto světce jako pána vlků však považuje za pozdější a za původního vlčího vládce považuje Velese. Příběh se podle ní odehrává na podzim, kdy končí pastevecký rok a stáda jsou zaháněna z pastvy, jelikož vlci dostali od svého pána volnost a přidělenou kořist. Navazuje na písně využité ke své teorie Katicićem a Belajem a nabízí pojetí kdy je právě na vlčím sněmu unesen bůh plodnosti, Perunův syn, z dubu, symbolu hromovládce, kulhavým vlkem do podsvětí. Na jaře, když jsou vlci opět podřízeni moci svého pána, se vrací jako pastýř a stává se ochránce stád. Jeho úloha pastýře souvisí s indoevropskou představou podsvětí jako pastviny. Přesunutí mýtu na období zimního slunovratu je podle Mirjam Mencej až vliv křesťanství a ztotožnění Perunova syna s Ježíšem, a původně se odehrával na podzim.

#### Kritika a komparace
Český slavista Michal Téra upozorňuje na to že důkazy že božstvo plodnosti bylo synem Peruna, jsou pouze nepřímé. Ač se nabízí analogie s řeckým mýtem o Dionýsovi neexistuje žádná píseň, která by explicitně ztotožňovala unesené dítě a Juraje. Také identifikace postavy Mary je nejistá.

#### Komparace
Božstvo skryté za folklórními postavami Jarila, Juraje a dalších lze považovat za reprezentanta třetí funkce indoevropské společnosti, tedy plodnosti. Podobá se také umírajícím božstvům Předního východu a východního Středomoří jako je sumerský Tammúz nebo indoevropská božstva jako je chetitský Telepinu a řecký Dionýsos. Oba poslední byly syny hromovládce, Dionýsos byl dokonce někdy označován i jako syn „podsvětního Dia“ či Háda. Dionýsos byl navíc jako dítě roztrhán Titány s nabílenými tvářemi, což může znamenat že symbolizovaly mrtvé. V tomto ohledu se řecký mýtus v mnohém blíží rekonstrukci mýtu o Jurajovi.
Mara má obdobu v Dionýsově manželce Ariadné, spojené s podsvětím, sluncem a nebem, a kouzelnici Médeie, jejíž manžel Iásón, byl jako dítě pohozen a pak vychován pastýři či kentaury. Iásón navíc v příběhu o návštěvě krále Pelia má pouze jeden sandál, tedy kulhá. Kulhavost či monosandalismus, ve slovanské prostředí zmíněná v příběhu o vlčím sněmu, je atributem postav které se pohybují mezi světem živých a mrtvých.
Motiv božstva plodnosti vracejícího se z podsvětí mohl být později přenesen i na svatého Jiří. Jedna z ruských apokryfních legend o tomto světci uvádí že byl třicet let uvězněn v hrobě, ale poté z něj vystoupil a šířil na Rusi křesťanství. S tím mu pomáhali i vlci. Nakonec dorazí do Kyjeva, porazí cara Demiana a osvobodí své sestry. Inspirací pro tento příběh však nemusela být slovanská mytologie, ale bylina o Ďuku Stěpanoviči.
S motivem koledníků o zimním slunovratu lze spojit družiny chtonických božstev známé v Evropě. Příkladem jsou řečtí kallikantzaroi s polozvířecí podobou, kulhající a s velkými pohlavními údy a víra že děti narozené v tomto období se mohou stát čaroději, vědmami a upíry.